# Cantón de Briare
El cantón de Briare era una división administrativa francesa, que estaba situada en el departamento de Loiret y la región de Centro-Valle de Loira.

## Composición
El cantón estaba formado por catorce comunas:
- Adon
- Batilly-en-Puisaye
- Bonny-sur-Loire
- Breteau
- Briare
- Champoulet
- Dammarie-en-Puisaye
- Escrignelles
- Faverelles
- Feins-en-Gâtinais
- La Bussière
- Ousson-sur-Loire
- Ouzouer-sur-Trézée
- Thou

## Supresión del cantón de Briare
En aplicación del Decreto n.º 2014-244 de 25 de febrero de 2014, el cantón de Briare fue suprimido el 22 de marzo de 2015 y sus 14 comunas pasaron a formar parte del nuevo cantón de Gien.